# Пропан
Пропа́н (лат. propanum), C3H8 — органическое вещество класса алканов. Содержится в природном газе, образуется при крекинге нефтепродуктов, при разделении попутного нефтяного газа, «жирного»[уточнить] природного газа как побочная продукция при различных химических реакциях. Чистый пропан не имеет запаха, однако в технический газ могут добавляться компоненты, обладающие сигнальным запахом. Как представитель углеводородных газов пожаро- и взрывоопасен. Малотоксичен, но оказывает вредное воздействие на центральную нервную систему (отравление, рвота, возможен летальный исход).

## Физические свойства
Бесцветный газ без запаха. Очень мало растворим в воде. Точка кипения −42,1 °C. Точка замерзания −188 °C.
Образует с воздухом взрывоопасные смеси при концентрации паров от 1,7 до 10,9 %.
Критическая температура пропана Tкр = 370 К, критическое давление Pкр = 4,27 МПа, критический удельный объём Vкр = 0,00444 м3/кг Плотность сжиженного пропана при 298 K — 0,493 т/м3. Газ легко сжижается при повышении давления.

Плотности жидкой и паровой фаз пропана существенно зависят от температуры.
- Плотность газовой фазы при нормальных условиях  = 2,019 кг/м3.
- Плотность газовой фазы при температуре 15°С = 1,900 кг/м3.
- Плотность жидкой фазы при температуре 0°С = 529,7 кг/м3.
- Плотность жидкой фазы при температуре 15 °С = 508,6 кг/м3.
- Удельная теплота сгорания = 48 МДж/кг.

## Химические свойства
Аналогичны свойствам других представителей ряда алканов (дегидрирование, хлорирование и т. д.)
- Окисление

{\displaystyle \mathrm {C_{3}H_{8}+5O_{2}=3CO_{2}+4H_{2}O} }
- Галогенирование 
  - Хлорирование.

При термическом хлорировании пропана массовый выход 1-хлорпропан составляет — 75 %, 2-хлорпропан — 25 %
{\displaystyle \mathrm {2CH_{3}-CH_{2}-CH_{3}+2Cl_{2}{\xrightarrow {450C}}CH_{3}-CHCl-CH_{3}+CH_{3}-CH_{2}-CH_{2}Cl+2HCl} }
При фотохимическом хлорировании пропана массовый выход 1-хлорпропан составляет 43 %, 2-хлорпропан 57 %
{\displaystyle \mathrm {2CH_{3}-CH_{2}-CH_{3}+2Cl_{2}{\xrightarrow {hv}}CH_{3}-CHCl-CH_{3}+CH_{3}-CH_{2}-CH_{2}Cl+2HCl} }
- - Бромирование протекает медленнее, чем хлорирование, а значит селективно, то есть с образованием преимущественно одного продукта. Так, при фотохимическом бромировании пропана образуется преимущественно 2-бромпропан (92 %)

{\displaystyle \mathrm {2CH_{3}-CH_{2}-CH_{3}+2Br_{2}{\xrightarrow {hv}}CH_{3}-CHBr-CH_{3}+CH_{3}-CH_{2}-CH_{2}Br+2HBr} }

## Применение

### Топливо
Несмотря на более высокую цену, пропан во многом удобнее природного газа (метана), так как в отличие от метана сжижается при комнатной температуре и сравнительно невысоком давлении (8-12 атм), а метан при комнатной температуре не сжижается, и его приходится хранить сжатым под высоким давлением (200—250 атм), либо транспортировать в жидком виде при криогенных температурах. Поэтому баллоны для пропана значительно легче и дешевле метановых, и содержат гораздо больше газа (например, 50-литровый метановый баллон весит 55 кг и вмещает 9 кг газа, а пропановый такого же объёма весит 19 кг и вмещает 22 кг газа, кроме того, баллон для метана в 3—4 раза дороже. Композитные баллоны в 2—3 раза легче, но ещё в несколько раз дороже). Это делает пропан гораздо более удобным для хранения и транспортировки, поэтому пропан (или его смесь с бутаном) широко применяется для подключения переносного газового оборудования (переносные газовые плитки, газовые горелки для кровельных работ и т. д.), в качестве автомобильного топлива, а также для газификации небольших отдаленных населенных пунктов или отдельных зданий, для которых строительство газопровода природного газа экономически нецелесообразно.
Пропан товарный — жидкость, содержащая не менее 93 % пропана или пропилена, упругость паров которой при 45 °С не превышает 1,6 МПа. Содержание бутанов-бутилен допускается до 3 %, этана-этилена (до 4 %) ограничивается максимальным давлением паров. Коррозионная активность, содержание серы, влаги и плотность товарного пропана регламентируются техническими условиями на его доставку. Если пропан используется в качестве моторного топлива, то ограничивается допустимое содержание пропилена. Жидкостный остаток при −20 °С ограничивается 2 %, содержание сероводорода — 50 мг/м3 газа.
Пропан-бутановая смесь товарная — жидкость, содержащая этан-этилена до 4 %, пентана до 3 %, сероводорода до 50 мг м3 газа. Упругость паров при 45 °С не должна превышать упругость паров пропана (см. Пропан товарный). Температура испарения (объемная доля 95 %) должна быть равной температуре испарения бутана. Состав смеси (сжиженного газа), которая используется в качестве топлива для коммунально-бытового потребления, ограничивается упругостью пара 1,6 МПа при температуре 45 °С. При этом обеспечивается достаточная летучестью газового топлива.
Пропан применяется:

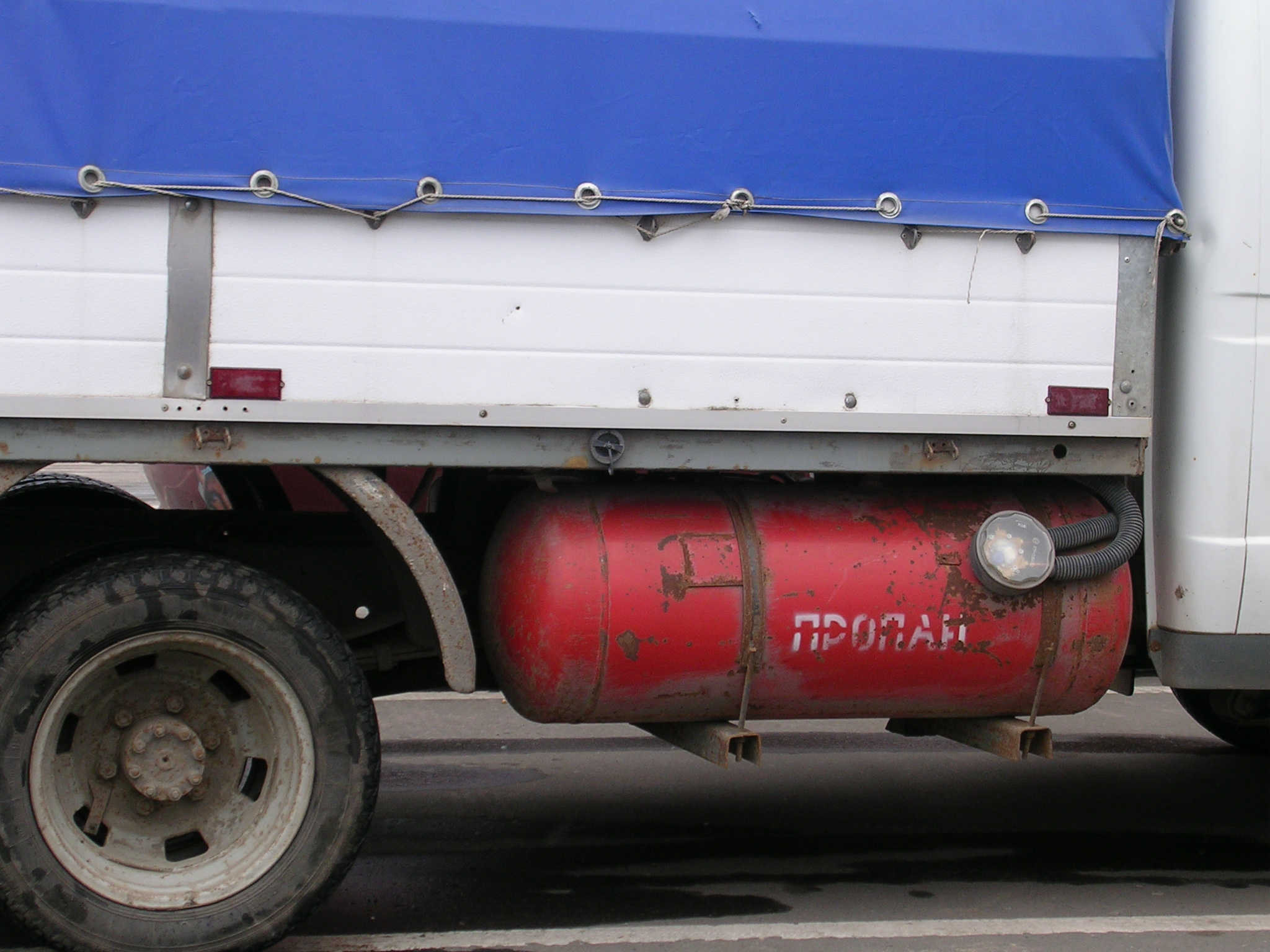
Баллон пропана на лёгком грузовике

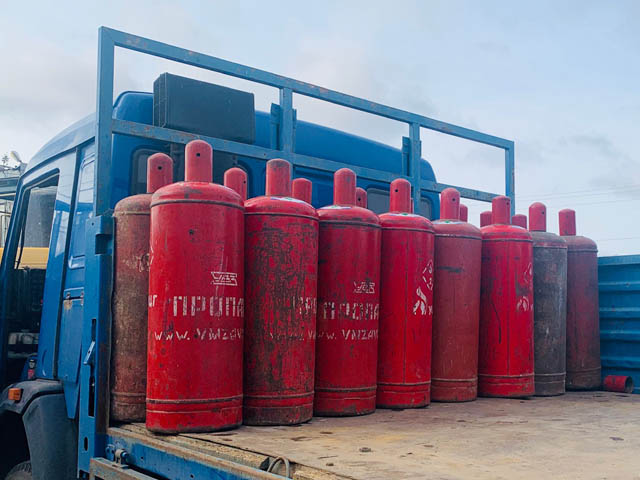
Классический стальной газовый баллон на 50 литров, получивший широкое распространение в частных жилых домах

- При выполнении газопламенных работ на заводах и предприятиях:
  - в заготовительном производстве;
  - для резки металлолома;
  - для сварки неответственных металлоконструкций.
- При кровельных работах.
- При дорожных работах для разогрева битума и асфальта.
- В качестве топлива для переносных электрогенераторов.
- Для обогрева производственных помещений в строительстве.
- Для обогрева производственных помещений (на фермах, птицефабриках, в теплицах).
- Для газовых плит, водогрейных колонок в пищевой промышленности.
- В быту
  - при приготовлении пищи в домашних и походных условиях;
  - для подогрева воды;
  - для сезонного обогрева отдалённых помещений — частных домов, отелей, ферм;
  - для сварки труб, теплиц, гаражей и других хозяйственных конструкций с использованием газосварочных постов.
- В последнее время широко используется в качестве автомобильного топлива, так как дешевле бензина.

Хранится и перевозится в металлических баллонах ярко-красного цвета и полимерно-композитных баллонах (не путать с коричневыми баллонами для гелия)

### Химия и пищевая промышленность
В химической промышленности используется для получения пропилена, сырья для производства полипропилена.
Является исходным сырьём для производства растворителей.
Используется как пропеллент.
В пищевой промышленности пропан зарегистрирован в качестве пищевой добавки E944.

### Хладагент
Смесь из осушенного чистого пропана (R-290a (коммерческое обозначение для описания изобутаново-пропановых смесей))  с изобутаном (R-600a) не разрушает озоновый слой и обладает низким коэффициентом парникового потенциала (GWP). Смесь подходит для функционального замещения устаревших хладагентов (R-12, R-22) в традиционных стационарных холодильных установках и системах кондиционирования воздуха (с обязательной сменой типа компрессорного масла).